# Gwadar
Gwadar (Balochi:گوادر), (Gwadur) là một thành phố cảng được quy hoạch cho thương mại tự do ở vùng tây nam của biển Ả Rập thuộc tỉnh Balochistan, Pakistan. Nó là trung tâm của huyện Gwadar và năm 2011 đã được chỉ định là thủ phủ mùa đông của tỉnh Balochistan. Gwadar có dân số khoảng 85.000 người, nằm cách Karachi khoảng 533 km và 120 km từ biên giới với Iran. Cảng Gwadar nằm ở cửa của vịnh Ba Tư, gần eo biển Hormuz, gần nơi có các tuyến tàu chính ra vào vịnh Ba Tư.